# 神扇スプレー倉庫爆発火災
神扇スプレー倉庫爆発火災（かみおうぎスプレーそうこばくはつかさい）は、1999年（平成11年）6月5日、埼玉県幸手市で発生した、爆発を伴った倉庫の大規模火災である。

## 火災概要
1999年（平成11年）6月5日19時30分頃、埼玉県幸手市大字神扇の埼玉県道383号惣新田幸手線沿いにあるダイセーロジスティクスの倉庫が爆発・炎上していると通報があった。保管されていたスプレー缶約236万本の他、ポリエチレン製管材やPET樹脂など計2,900tの合成樹脂類に次々と引火し炎上、特にスプレー缶は成分噴射用の可燃ガスが封入されていたため爆発が発生し、倉庫・事務所約5,000平方メートルを全焼した。
この火災では、倉庫内のスプレー缶に次々と引火し爆発・炎上したほか、スプレー缶が封入されたエアゾールガスに引火してロケット状に火炎を噴射しながら、倉庫から半径1kmを超える範囲にまで飛翔し、周囲の水田に落下・散乱した。
当時の現場周囲は田圃が主で、民家が比較的少ない地域であったため類焼は発生しなかったものの、樹脂類の燃焼煙やスプレー封入薬剤等による臭気が広範囲に流れた事から、後日には消防関係者などの健康被害が懸念された。このエアゾールは、隣接する茨城県猿島郡五霞町に製造工場を持つ、大阪造船所エアゾール事業部が委託され製造したアース製薬の殺虫剤「アースジェット」で、盛夏の需要期に備えて大量生産した製品を納入前に一時保管していたものであった。
また、当該火災制圧には地元である幸手市消防本部の保有する消防車両のほか、周辺市町の各消防本部からの応援も受け、さらには化学消防車も投入され、30台を超える消防車両が集結し懸命の消火が行われたが、鎮火までには約36時間もの時間を要した。

## 被害
死傷者は出なかった。
東に隣接する埼玉みずほ農業協同組合の倉庫が熱で煽られて外壁が破損、建物への類焼こそ免れたが、伝わった熱により内部に置かれていた穀類が傷み商品価値が無くなったことから、やむなく廃棄処分を余儀なくされるなどの被害が出た。

## 本件の余波
この火災では、倉庫に規定量を超えるエアゾール類が保管されていたにもかかわらず、消防法に基づく許可を得ておらず、また幸手市消防本部への届出もされていなかったことが後日判明し、倉庫管理者が消防法違反に問われただけでなく、総務省消防庁から全国の消防本部や業界団体に対して「エアゾール製品等の適正な保管について」（消防危第61号）と題する通達が発令されるに至った。なお、倉庫管理者は不起訴とされた。
発生現場である倉庫跡は、2007年時点で更地となっていたが、現在は東京ガスのガス導管の工事基地が設置されている。